# Pagode (Efteling)
Pagode ist eine Variante eines Aussichtsturms im Efteling in den Niederlanden. Es wurde von Ton van de Ven entworfen und 1987 in Betrieb genommen.

## Geschichte und Details
Die von Intamin als Produktname "Flying Island" entwickelte Pagode wird von Efteling als „fliegender Tempel“ beschrieben.
Es besteht aus einer 155-Tonnen-Wägekabine und einem 225-Tonnen-Hydraulikarm, der es vom Boden bis zu einer Höhe von 60 Metern schwenkt.
Das Gegengewicht von 340 Tonnen sinkt 30 Meter in den Boden.
Um das Gleichgewicht der Kabine zu halten, wird das Gewicht der 100 Besucher auf ihre beiden Seiten verteilt.
Auf der rotierenden Kabine steht eine 15 Meter hohe Pagode.
Etymologische Studien zeigten, dass das Wort „Pagode“ in der thailändischen Sprache (ธาตุเจดีย) Grab bedeutet. Efteling war damit beschäftigt, eine ganze Nation in Aufruhr zu versetzen, wie bei Fata Morgana, und wählte das niederländische Wort „pagode“ als Namen für das Fahrgeschäft.